# Austrodecus (Tubidecus) aconae
Austrodecus (Tubidecus) aconae is een zeespin uit de familie Austrodecidae. De soort behoort tot het geslacht Austrodecus. Austrodecus (Tubidecus) aconae werd in 1917 voor het eerst wetenschappelijk beschreven door Hedgpeth & McCain. 